# Frank Yerby
Frank Garvin Yerby (5 de setembro de 1916  - 29 de novembro de 1991) foi um escritor americano, mais conhecido por seu romance histórico de 1946, The Foxes of Harrow.

## Biografia
Yerby nasceu em Augusta, Geórgia, em 5 de setembro de 1916, o segundo de quatro filhos de Rufus Garvin Yerby (1886–1961), porteiro de hotel, e Wilhelmina Ethel Yerby (nascida Smythe) (1888–1960), professora. A ascendência de Yerby era negra, branca e nativa americana. Yerby mais tarde se referiria a si mesmo como "um jovem cuja lista de ancestrais parecia uma mini-Nações Unidas". Um dos irmãos de Yerby era Alonzo Yerby, reitor associado da Harvard School of Public Health em Boston e comissário dos hospitais da cidade de Nova York.
Quando criança, Yerby frequentou o Augusta's Haines Institute, uma escola particular para afro-americanos fundada por Lucy Laney, na qual se formou em 1933. Em 1937, ele se formou no Paine College com bacharelado em inglês e obteve seu mestrado em artes dramáticas pela Fisk University em 1938.
Em 1938, iniciou os cursos de doutorado em inglês na Universidade de Chicago, mas abandonou a escola por motivos financeiros em 1939. Ele foi professor de inglês na Florida A&amp;M University de 1939 a 1940 e depois na Southern University em Louisiana de 1940 a 1941, antes de se mudar para Detroit e Nova York, onde trabalhou nas indústrias de defesa durante a guerra.
Ele começou sua carreira literária quando era estudante no Paine College publicando poesia, começando com os poemas "Miracles" e "Brevity" na edição de setembro de 1934 da New Challenge, uma revista literária publicada por Dorothy West. Dois anos depois, Yerby publicaria seu primeiro conto, "Salute to the Flag", na edição de novembro de 1936 do The Paineite, o jornal estudantil do Paine College. Ele continuaria a publicar poesia e contos enquanto estudava no Paine College e na Fisk University. Enquanto era estudante na Universidade de Chicago, trabalhou para o Federal Writers Project, escrevendo sobre grupos religiosos que observou no lado sul de Chicago como parte da história social The Negro in Illinois sob a supervisão da dançarina, coreógrafa, e a antropóloga Katherine Dunham.
Yerby continuou a publicar contos e escreveu o manuscrito de um romance de protesto, "This is My Own", sobre um trabalhador siderúrgico negro que se tornou boxeador e teve um fim trágico enquanto trabalhava na indústria de defesa. Esse manuscrito foi rejeitado, mas a editora Muriel Fuller, da Redbook, o encorajou a enviar outra coisa para ela. Ele enviou a ela o conto "Cartão de Saúde". Ela decidiu que não era adequado para o Redbook, mas o enviou para a Harper's, que o publicou em 1944. "Health Card" ganhou o prestigioso Prêmio O. Henry Memorial de melhor conto. O sucesso de "Health Card" rendeu a Yerby um contrato de livro com a Dial Press. A rejeição de "This is My Own" fez com que Yerby abandonasse a literatura de protesto em favor da ficção histórica.

## Romancista
Yerby foi originalmente conhecido por escrever romances ambientados no sul antebellum. Em meados do século, ele começou a escrever uma série de romances históricos mais vendidos, desde a Atenas de Péricles até a Europa na Idade das Trevas. Yerby se esforçou consideravelmente na pesquisa e muitas vezes fez anotações finais de suas obras históricas. Ao todo, ele escreveu 33 romances.
Em 1946, ele publicou The Foxes of Harrow, um romance histórico do sul, que se tornou o primeiro romance de um afro-americano a vender mais de um milhão de cópias. Nessa obra, ele reproduziu fielmente muitas das características mais familiares do gênero, com exceção notável de sua representação de personagens afro-americanos, que pouco se assemelhavam aos "negros felizes" que apareciam em obras tão conhecidas como E o Vento Levou. (1936). Nesse mesmo ano, ele também se tornou o primeiro afro-americano a ter um livro comprado para adaptação para as telas por um estúdio de Hollywood, quando a 20th Century Fox optou por Foxes . No final das contas, o livro se tornou um filme de mesmo nome indicado ao Oscar em 1947, estrelado por Rex Harrison e Maureen O'Hara.
Em alguns lugares, Yerby é mais conhecido por sua obra-prima The Dahomean (1971). O romance, que enfoca a vida do filho de um chefe africano escravizado que é transportado para a América, serve como ponto culminante dos esforços de Yerby para incorporar temas raciais em suas obras. Antes disso, Yerby era frequentemente criticado por negros pela falta de foco em personagens afro-americanos em seus livros.
Em 2012, o colunista do The New York Times, Nicholas Kristof, escreveu um artigo apresentando uma criança em risco cuja vida mudou ao ler os livros de Yerby que um de seus professores estava secretamente fornecendo a ele.

## Vida privada
Yerby casou-se com Flora Helen Claire Williams (1921 - 2001) em 1941. Eles tiveram quatro filhos. O casal se separou em 1955 e seu divórcio foi finalizado em 1956.
Yerby deixou os Estados Unidos em 1952, em protesto contra a discriminação racial, e mudou-se para Nice, na França, por três anos. Em 1955, mudou-se para Madri, na Espanha, onde permaneceu pelo resto de sua vida. Yerby se casou com Blanca Calle-Perez em 1956.
Yerby morreu de câncer de fígado em Madri e foi enterrado lá no Cementerio de la Almudena, o maior cemitério espanhol.

## Homenagens póstumas
Em 2006, Yerby foi introduzido postumamente no Hall da Fama dos Escritores da Geórgia.
Em 2013, o Augusta Literary Festival criou um prêmio para homenagear Frank Yerby. Este prêmio é concedido a três autores de ficção de um grupo de submissões.

## Na mídia popular
Tio Percy em Darktown de Thomas Mullen é parcialmente baseado em Frank Yerby.
George RR Martin cita Frank Yerby como uma influência em sua própria escrita.

## Romances
| nº série | Título original                                            | Título no Brasil                             | Tradução                                                          | Ano                                    | Editora                                       |
| -------- | ---------------------------------------------------------- | -------------------------------------------- | ----------------------------------------------------------------- | -------------------------------------- | --------------------------------------------- |
| 01       | The Foxes of Harrow                                        | Enquanto a cidade dorme ou Paixão e covardia | A. B. Pinheiro de Lemos, Carlos Henrique A. Mendes, Cecy Mendes   | (1946) (cinematizado com o mesmo nome) | Record, Editora do Brasil                     |
| 02       | The Vixens                                                 |                                              |                                                                   | (1947)                                 |                                               |
| 03       | The Golden Hawk (cinematizado com o mesmo nome)            | O falcão de ouro: romance                    | Agenor Soares Santos                                              | (1948)                                 |                                               |
| 04       | Pride's Castle                                             | A sombra do pecado                           | Lia Cavalcanti                                                    | (1949)                                 | José Olympio                                  |
| 05       | Floodtide                                                  | Turbilhão: romance                           | Berenice Xavier                                                   | (1950)                                 | José Olympio                                  |
| 06       | A Woman Called Fancy                                       | Uma mulher chamada Fantasia                  | A. B. Pinheiro de Lemos                                           | (1951)                                 | Record                                        |
| 07       | The Saracen Blade (cinematizado com o mesmo nome)          | A espada sarracena                           | Gulnara Lobato de Morais Pereira                                  | (1952)                                 | José Olympio                                  |
| 08       | The Devil's Laughter                                       | Entre o amor e o dever: romance              | Agenor Soares Santos                                              | (1953)                                 | José Olympio                                  |
| 09       | Bride of Liberty                                           | A noiva da liberdade: romance                | Hermilo Borba Filho                                               | (1954)                                 | José Olympio                                  |
| 10       | Benton's Row                                               | O pecado de Sarah: romance                   | João Távora                                                       | (1954)                                 | José Olympio                                  |
| 11       | The Treasure of Pleasant Valley                            | O tesouro do vale aprazível                  | Berenice Xavier                                                   | (1955)                                 | José Olympio                                  |
| 12       | Captain Rebel                                              | Capitão rebelde : romance                    | Olívia Krahenbuhl                                                 | (1956)                                 | José Olympio                                  |
| 13       | Fairoaks                                                   |                                              |                                                                   | (1957)                                 |                                               |
| 14       | The Serpent and the Staffwith jacket by George Adamson)    | O dique: romance                             | João Távora                                                       | (1958)                                 | José Olympio                                  |
| 15       | Jarrett's Jade                                             |                                              |                                                                   | (1959)                                 |                                               |
| 16       | Gillian                                                    | Labirinto de paixões ou Marcada pelo desejo  | Gulnara Lobato de Morais Pereira outra de A. B. Pinheiro de Lemos | (1960)                                 | José Olympio, Nova Cultural, Círculo do livro |
| 17       | The Garfield Honor                                         |                                              |                                                                   | (1961)                                 |                                               |
| 18       | Griffin's Way                                              |                                              |                                                                   | (1962)                                 |                                               |
| 19       | The Old Gods Laugh                                         | O riso dos velhos deuses                     | A. B. Pinheiro de Lemos                                           | (1964)                                 | Record                                        |
| 20       | An Odor of Sanctity                                        |                                              |                                                                   | (1965)                                 |                                               |
| 21       | Goat Song                                                  |                                              |                                                                   | (1967)                                 |                                               |
| 22       | Judas, My Brother                                          |                                              |                                                                   | (1968)                                 |                                               |
| 23       | Speak Now                                                  |                                              |                                                                   | (1969)                                 |                                               |
| 24       | The Dahomean depois republicado como The Man from Dahomey) | São negros os deuses da África               | A. B. Pinheiro de Lemos                                           | (1971)                                 | Record                                        |
| 25       | The Girl From Storeyville                                  |                                              |                                                                   | (1972)                                 |                                               |
| 26       | The Voyage Unplanned                                       |                                              |                                                                   | (1974)                                 |                                               |
| 27       | Tobias and the Angel                                       |                                              |                                                                   | (1975)                                 |                                               |
| 28       | A Rose for Ana Maria                                       |                                              |                                                                   | (1976)                                 |                                               |
| 29       | Hail the Conquering Hero                                   |                                              |                                                                   | (1977)                                 |                                               |
| 30       | A Darkness at Ingraham's Crest                             |                                              |                                                                   | (1979)                                 |                                               |
| 31       | Western: A Saga of the Great Plains                        |                                              |                                                                   | (1982)                                 |                                               |
| 32       | Devilseed                                                  |                                              |                                                                   | (1984)                                 |                                               |
| 33       | McKenzie's Hundred                                         |                                              |                                                                   | (1985)                                 |                                               |

## Contos
- "Salute to the Flag" ( The Paineite 16, novembro de 1936, pp. 4, 13, 23)
- "Love Story" ( The Paineite 16, fevereiro de 1937, pp. 15 – 16)
- "A Date with Vera" ( The Fisk Herald 31, outubro de 1937, pp. 16-17)
- "Young Man Afraid" ( The Fisk Herald 31, novembro de 1937, pp. 10 – 11)
- "O Trovão de Deus" ( The Anvil 1, abril-maio de 1939, pp. 5 – 8)
- "Cartão de Saúde" ( Harper's 188, maio de 1944, pp. 548 – 553)
- "White Magnolias" ( Phylon 5, Fourth Quarter, 1944, pp. 319 – 326)
- "Roads Going Down" ( Common Ground 5, Summer, 1945, pp. 67 – 72)
- "Meu irmão foi para a faculdade" ( Amanhã, 5 de janeiro de 1946, pp. 9 – 12)
- "The Homecoming" ( Common Ground 6, Spring, 1946, pp. 41 – 47)

Veronica T. Watson publicou uma antologia de contos de Frank Yerby, The Short Stories of Frank Yerby (2020). Inclui cinco contos publicados anteriormente e onze contos inéditos.

## Poemas
- "Milagres" ( New Challenge 1, setembro de 1934, p. 27)
- "Brevity" ( New Challenge 1, setembro de 1934, p. 27)
- "To a Seagull" ( New Challenge 1, maio de 1935, p. 15)
- "Três Sonetos" ( Challenge 1, janeiro de 1936, pp. 11 – 12)
- "Weltschmerz" ( Shards 4, Spring, 1936, p. 9)
- "Sabedoria" ( Arts Quarterly 1, julho - setembro de 1937, p. 34)
- "Calm After Storm" ( Shards 4, Spring, 1936, p. 20)
- "All I Have Known" ( The Fisk Herald 31, novembro de 1937, p. 14)
- "Você é uma parte de mim" ( The Fisk Herald 31, dezembro de 1937, p. 15)
- "Bitter Lotus" ( The Fisk Herald 31, dezembro de 1937, p. 22)
- "Os peixes e as mãos do poeta" ( The Fisk Herald 31, janeiro de 1938, pp. 10 – 11)

## Artigos de revistas
- "Como e por que escrevo o romance de fantasia" ( Harper's 219, outubro de 1959, pp.145–150)

## Artigos de jornal
- "A Brief Historical Sketch of the Little Theatre in the Negro College" ( The Quarterly Journal of Florida A & M University 10, 1940, pp. 27 – 32)
- "Problems Confronting the Little Theatre in the Negro College" ( Southern University Bulletin 27, 1941, pp. 96 – 103)

## Adaptações para o cinema
- As Raposas de Harrow (1947)
- O Falcão Dourado (1952)
- A lâmina sarracena (1954),[15]